# 184 a.C.
Il 184 a.C. (CLXXXIV a.C. in numeri romani) è un anno  del II secolo a.C.

## Eventi
- Fondazione Romana di Potentia, nei pressi di Porto Recanati.
- Marco Porcio Catone completa il suo cursus honorum con la censura (è infatti ricordato con l'epiteto "il Censore"); accusa Publio Scipione l'Africano di tradimento.
- Scoppia una misteriosa epidemia a Roma, in seguito alla quale più di 2000 donne vengono accusate e giustiziate per uso di veleni.

## Morti
- Tito Maccio Plauto, commediografo romano